# Yuki Takahashi (luchador)
Yuki Takahashi –en japonés: 高橋侑希, Takahashi Yūki– (29 de noviembre de 1993) es un deportista japonés que compite en lucha libre.
Ganó dos medallas en el Campeonato Mundial de Lucha, oro en 2017 y bronce en 2018, ambas en la categoría de 57 kg.

## Palmarés internacional
| Campeonato Mundial | Campeonato Mundial | Campeonato Mundial | Campeonato Mundial |
| Año                | Lugar              | Medalla            | Categoría          |
| ------------------ | ------------------ | ------------------ | ------------------ |
| 2017               | París (Francia)    | Medalla de oro     | 57 kg              |
| 2018               | Budapest (Hungría) | Medalla de bronce  | 57 kg              |